# قصر مدريد الملكي

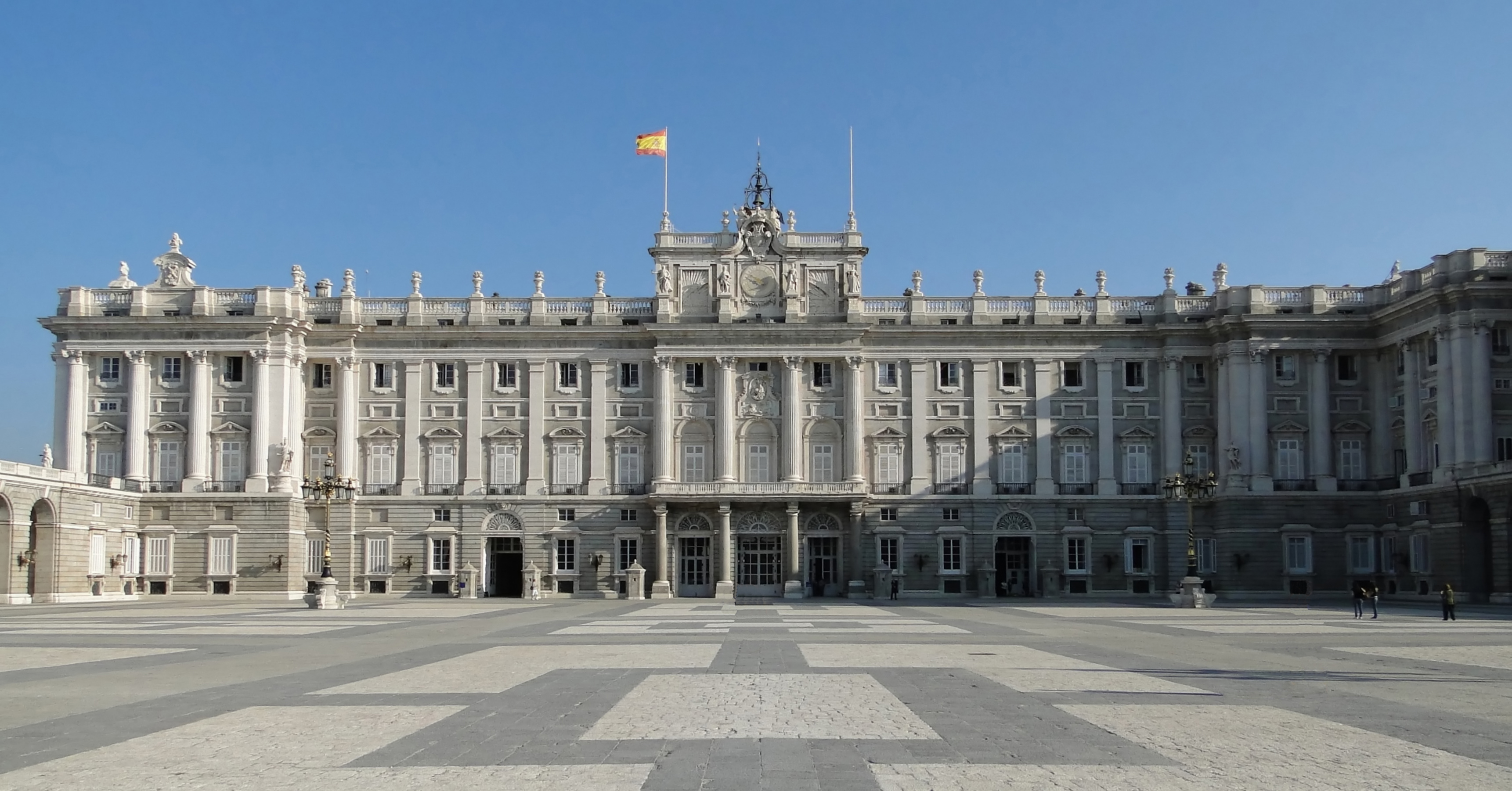
قصر مدريد الملكي، منظر من الفناء الداخلي

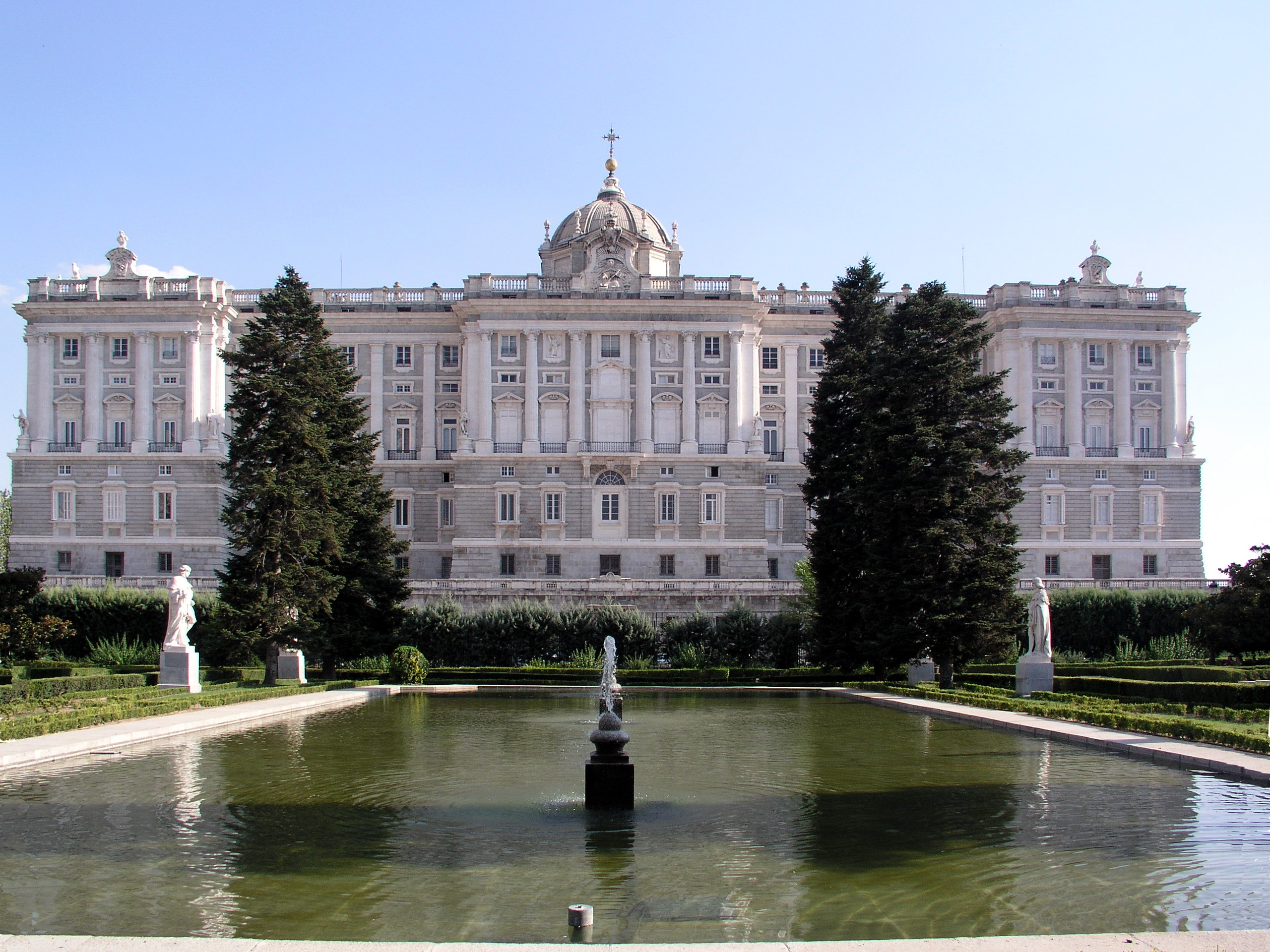
منظر على الواجهة الشمالية من حديقة ساباتيني.

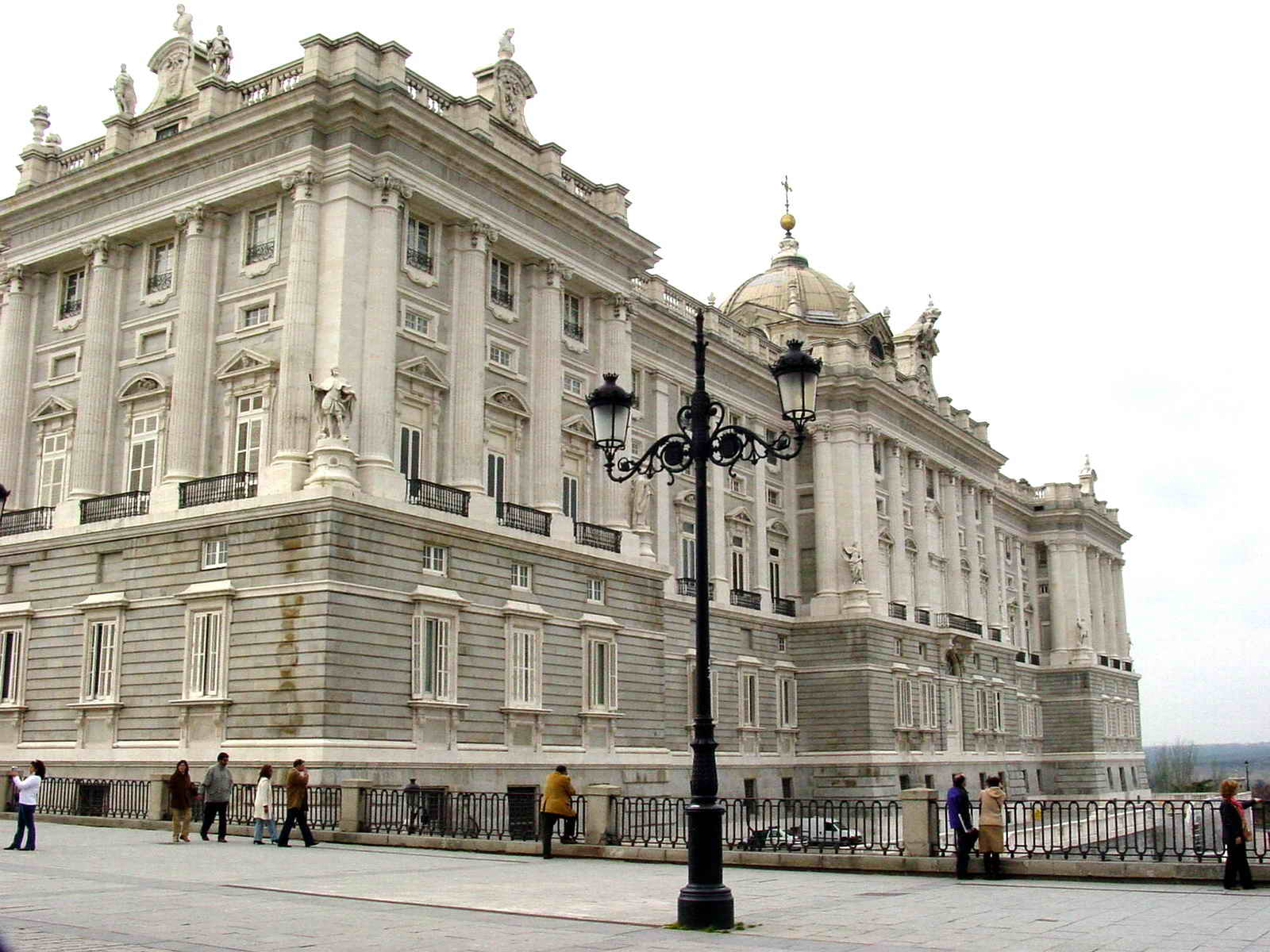
منظر لقصر مدريد الملكي.

قصر مدريد الملكي (بالإسبانية: Palacio Real de Madrid) وكذلك يسمى قصر الشرق  (بالإسبانية: Palacio de Oriente) هو قصر ملكي، والمقر الرسمي لملوك إسبانيا. يقع القصر في ساحة الشرق في قلب العاصمة مدريد في إسبانيا. 

يتمثل هذا المبنى في قصر ذو وظائف تشريفية فقط. الملك خوان كارلوس الأول وزوجته الملكة صوفيا وكذلك إبنهما الأمير فيليبي وعائلته يقطنون في قصر زارزويلا.
 
تم إنشاء هذا القصر بين 1738 و1755 بأوامر من الملك فيليب الخامس، وقطنه أنذاك الملك كارلوس الثالث في 1764.

## التاريخ
تم بناء هذا القصر في مكان قصر مدريد الملكي القديم والذي دمر بسبب حريق سنة 1734.

مهندسو هذ القصر هم خوان باوتيستا ساكتشيتي بمساعدة فينتورا رودريغيز وفرانشيسكو ساباتيني وفراي مارتن سارمينتو وفيليبو يوفارا.

## المواصفات
بمخططه المربع، ينظم القصر حول فناء شاسع كبير، حيث بني القصر بالجرانيت، وحجارة بيضاء من كولمينار، ومن الرخام. تتكون الواجهة المطلة على الفناء الداخلي من ثلاثة مستويات: مستوى داخلي مع نتوئات حجرية، ومستويين للنوافذ، متصلة بنظام أيوني هائل. شكل درابزين ضخم يزين الجزء الخارجي. الجزء المطل على الحديقة يحتوي على حجر الأساس والعديد من النوافذ.

القصر هو واحد من أكبر القصور في أوروبا الغربية بعد قصر اللوفر، حيث يحتل إجماليا مساحة 000 135 متر² ويتكون من أكثر من 2800 غرفة، موزعة على ثلاثة طوابق فوق الأرض وثلاثة أخرى تحت كل طابق رئيسي. يبلغ طول الواجهات 130 متر للعرض و33 متر ارتفاع لكل منهم. يوجد في القصر أيضا 870 نافذة، و240 شرفة اللواتي يفتحن على الواجهات أو على الفناء. يتكون أيضا من 44 درج سلالم، وأكثر من 40 قاعة رئيسية (صالون).

كالحكايات، يجب أن نعرف أن تماثيل القوط الغربيون التي كانت تزين ساحة الشرق كان من المخطط لها أن تكون على الكورنيش الخارجي للقصر، ولكنها كانت ثقيلة جدا على الكورنيش، وهنا تخوف الكثيرون من سقوطه. ولذلك تم تحويلهم إلى مكانهم الحالي.

أهم العناصر الموجودة في القصر:
- قاعة العرش (Salón del Trono).
- الفناء وباب الأمير (Puerta del Príncipe).
- حي كارلوس الثالث (Carlos III).
- قاعة المرايا (Salón de los Espejos).
- قاعة الأعمدة (Salón de las Columnas).
- قاعة حاملي المطارد (Alabarderos).
- مستودع الأسلحة الملكي (Real Armería).

## الأعمال الفنية
القصر غني بتماثيل للمشاهير مثل فرانثيسكو غويا، دييغو فيلاثكيث، إل غريكو، بيتر بول روبنس، جيوفاني باتيستا تيبولو، رافائيل مينغس، كارافاجيو. عدة مجموعات ملكية ذات أهمية كبيرة لا تزال محفوظة في القصر مثل مستودع الأسلحة الملكي الذي يحوي أسلحة من القرن الثالث عشر، وهي هنا أكبر مجموعة في العالم تابعة لأنطونيو ستراديفاري، وكذلك يوجد مجموعات أخرى من السجاد والبورسلان، وأعمال فنية أخرى ذات أهمية تاريخية.

## الحدائق
يوجد كذلك عدة حدائق قريبة من بعضها البعض، مثل حديقة كامبو ديل مورو (غربا، بين القصر ونهر مانزاناريس) وحدائق ساباتيني (شمالا). شرق القصر يوجد ساحة الشرق (يقع بينها وبين القصر شارع بايلان). في الجنوب يوجد ساحة كبيرة وهي ساحة مخزن السلاح، محاطة بأجنحة القصر. جنوب هذه الساحة يوجد كاتدرائية المودينا.

## معرض صور

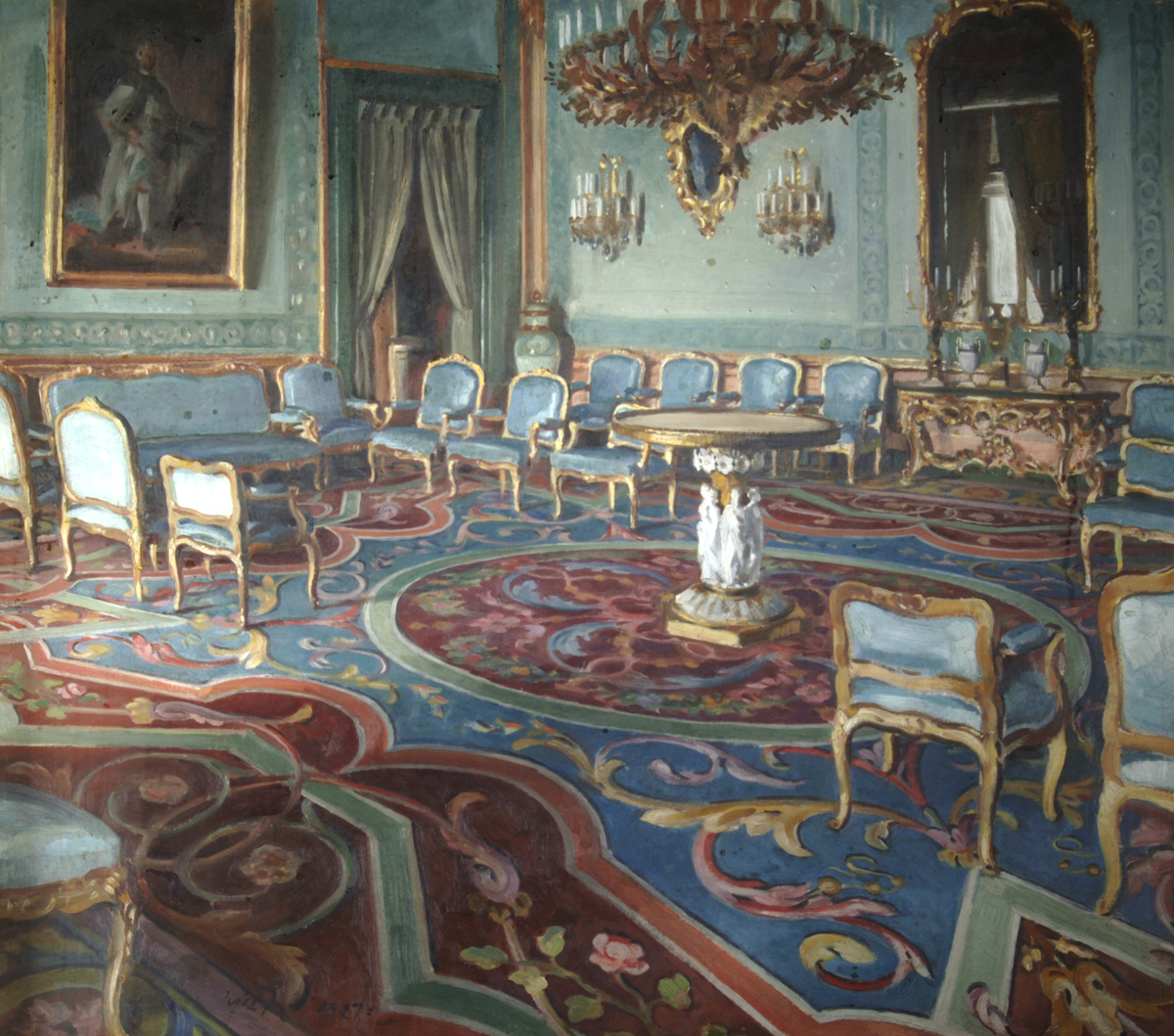
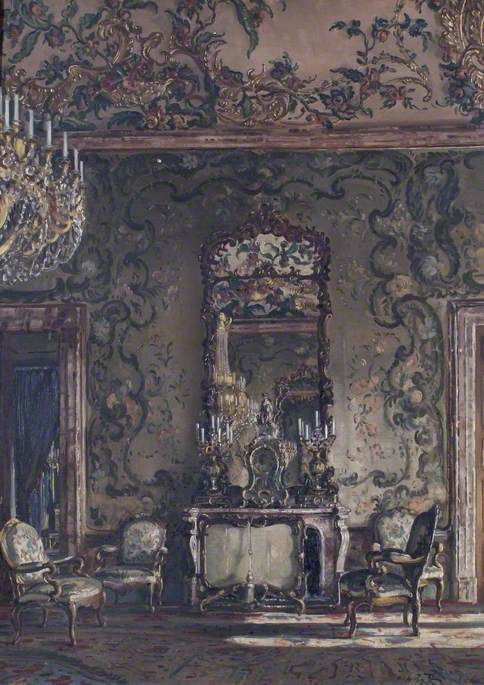
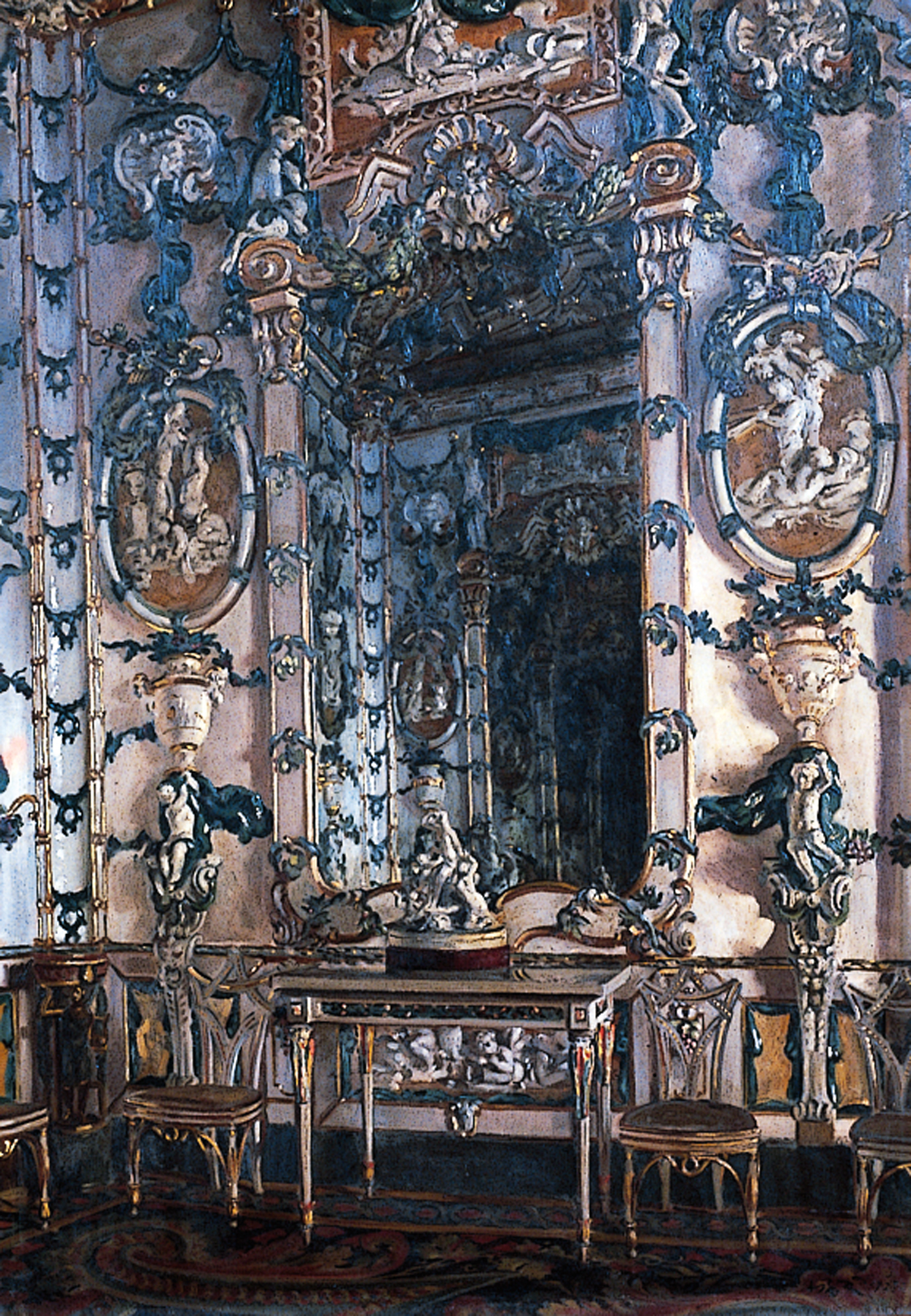

## مقالات ذات صلة
- ساحة الشرق.
- كاتدرائية المودينا في مدريد.
- المسرح الملكي (تياترو ريال).

## روابط خارجية
- (es) قصر مدريد الملكي (موقع التراث الوطني).
- (en) القصر الملكي (سيبرسبيان).